# Charadra contigua
Charadra contigua är en fjärilsart som beskrevs av Walker 1865. Charadra contigua ingår i släktet Charadra och familjen Pantheidae. Inga underarter finns listade i Catalogue of Life.